# 5 Cancri
5 Cancri, som är stjärnans Flamsteed-beteckning, är en ensam stjärna, belägen i den östra delen av stjärnbilden Kräftan. Den har en  skenbar magnitud som varierar 5,99 och är mycket svagt synlig för blotta ögat där ljusföroreningar ej förekommer. Baserat på parallaxmätning inom Hipparcosuppdraget på ca 6,2 mas, beräknas den befinna sig på ett avstånd på ca 520 ljusår (ca 161 parsek) från solen. Den rör sig närmare solen med en heliocentrisk radialhastighet på ca -10 km/s.

## Egenskaper
5 Cancri är en blå till vit stjärna i huvudserien av spektralklass B9.5 Vn och har ”diffusa” spektrallinjer på grund av snabb rotation. Den har en massa som är ca 2,9 solmassor, en radie som är ca 3,1 solradier och utsänder från dess fotosfär ca 121 gånger mera energi än solen vid en effektiv temperatur av ca 9 700 K. 
5 Cancri är en Be-stjärna med en svag omkretsande gasskiva som har en radie av cirka tre gånger radien för värdstjärnan. Den har tidigare ansetts vara en spektroskopisk dubbelstjärna.